# Lugnvik östra
Lugnvik östra är en bebyggelse i Kramfors kommun. Vid avgränsningen 2020 klassades Lugnvik som två bebyggelseenheter där denna, den östra delen, klassades som en småort. 2023 klassades denna del åter som en del av tätorten och småorten avregistrerades